# Ochthebius queenslandicus
Ochthebius queenslandicus är en skalbaggsart som beskrevs av Hans Jacob Hansen 1998. Ochthebius queenslandicus ingår i släktet Ochthebius och familjen vattenbrynsbaggar. Inga underarter finns listade i Catalogue of Life.